# Обіцяти — ще не одружитись
Обіцяти — ще не одружитись (англ. He's Just Not That Into You) — американська мелодрама 2009 року від сценаристів серіалу «Секс і Місто» про те, як знайти свою любов. Режисером фільму є американський режисер та сценарист Кен Квопіс.

## Сюжет
Фільм являє собою історії кількох молодих людей, що живуть в Балтиморі. Їм від двадцяти до тридцяти, і всі вони хочуть одного — знайти кохання. Одні сходяться, інші розлучаються, треті намагаються знайти золоту середину. Всі вони різні, але їх об'єднує одне бажання — бути щасливими, і вони стараються для цього зробити все можливе … навіть, якщо це іноді заподіює біль.

## У фільмі знімались
- Бен Аффлек — Нейл Джонс
- Дженніфер Еністон — Бет Марфі
- Скарлет Йохансон — Анна Маркс
- Дрю Беррімор — Мері Гарріс
- Дженніфер Коннеллі — Жанін Гандерс
- Бредлі Купер — Бен Гандерс
- Джастін Лонг — Алекс
- Кевін Конноллі — Конор Беррі
- Джінніфер Ґудвін — Джилі Філліпс
- Геді Баррес — Лаура
- Леонардо Нем — Джошуа Нгаєн
- Род Келлер — Брюс
- Вілсон Круз — Натан
- Морган Лілі — дівчина, яка плаче в парку
- Наташа Леггеро — Ембер Гнеч
- Грег Бехрендт — Священик
- Саша Александер — Катрін
- Корі Пірсон — Джуд
- Франсес Каллір
- Анжела Шелтон
- Базі Філліпс — Келлі Енн
- Білл Брочтрап — Леррі
- Пітер О'Міра — Білл
- Луїс Гузман — Джевір

## Цікаві факти
- Фільм знятий за мотивами широко відомого бестселера сценаристів телесеріалу «Секс і Місто»
- Слоган фільму — «Ви виняток … або правило?»
- Картина зібрала приголомшливий акторський ансамбль, який складається зі справжніх голлівудських зірок першої величини
- Дрю Беррімор крім того, що зіграла одну з ролей, виступила ще й виконавчим продюсером.

## Касові збори
Першого тижня фільм вже заробив $27.8 мільйонів і став топовим фільмом. Його загальні збори в США $93,953,653, а у світі він зібрав ще $84,436,590, що у сумі склало $178,390,243 і це при тому що бюджет фільму склав $25 мільйонів.

## Нагороди та номінації
| Рік  | Нагорода          | Категорія                     | Одержувач                  | Результат |
| ---- | ----------------- | ----------------------------- | -------------------------- | --------- |
| 2009 | Teen Choice Award | Choice Movie — Romance        | Обіцяти — ще не одружитись | Номінація |
| 2009 | Teen Choice Award | Choice Movie Actress — Comedy | Дженніфер Еністон          | Номінація |

## Домашнє медіа
На DVD та Blu-ray дисках фільм з'явиться 2 червня, 2009. У Blu-Ray версії буде присутня Digital Copy (цифрова копія).

## Саундтрек
Альбом саундтреків був створений New Line Records.
1. I'd Like To — Corinne Bailey Rae (4:06)
2. I'm Amazed — My Morning Jacket (4:34)
3. Don't You Want Me — The Human League] (3:57)
4. Supernatural Superserious — R.E.M. (3:24)
5. Madly — Tristan Prettyman (3:18)
6. This Must Be the Place (Naive Melody) — Talking Heads (4:55)
7. By Your Side — The Black Crowes (4:29)
8. I Must Be High — Wilco (2:59)
9. You Make It Real — Джеймс Моррісон (3:32)
10. If I Never See Your Face Again — Maroon 5 (3:19)
11. Can't Hardly Wait — The Replacements (3:04)
12. Fruit Machine — The Ting Tings (2:53)
13. Smile — Lily Allen (Лілі Аллен)(3:15)
14. Somewhere Only We Know — Keane (3:57)
15. Love, Save the Empty — Ерін МакКарлі (3:17)
16. Friday I'm in Love — The Cure (3:35)
17. Last Goodbye — Scarlett Johansson (2:32)
18. He's Into Me — Cliff Eidelman (2:24)